# Isabella Woldrich
Isabella Woldrich (* 17. Februar 1972 in Schwertberg) ist eine österreichische Kabarettistin, Autorin und Psychologin. Bekannt wurde sie in Österreich als Psychologin in der Barbara Karlich Show in ORF2.

## Psychologische Praxis
1996 schloss Woldrich ihr Studium der Psychologie an der Universität Salzburg ab und absolvierte anschließend eine Ausbildung zur Klinischen und Gesundheitspsychologin.

## Kabarettprogramme
Seit 2010 tritt Isabella Woldrich als Kabarettistin auf:
- Artgerechte Männerhaltung – Aufzucht und Pflege (2009)[6]
- Artgerechte Frauenhaltung – ein Beziehungskabarett für Männchen und Weibchen (2011)
- Hormongesteuert – Abenteuerreise in den Geschlechterdjungle (2016)[7]
- Männerschnupfen – Das wahnsinnig gesunde Beziehungskabarett (2019)[8]
- LiebesLeben – Blitzkurs in Glück und Liebe (2022)
- Genial Vital – Das etwas andere Gesundheitskabarett (2022)

## Medien
Als Ratgeberin äußert sie sich in Print- und Onlinemedien aus psychologischer Sicht zu populärwissenschaftlichen Themen.
Neben ihren Auftritten als Psychologin in der Barbara Karlich Show ist sie in Beiträgen des TV-Senders LT1 zu sehen.

## Publikationen
- Artgerechte Männerhaltung. Carl Ueberreuter Verlag, Wien 2009, 2013, 2019, ISBN 978-3-8000-7556-0.
- Artgerechte Frauenhaltung. Carl Ueberreuter Verlag, Wien 2014, ISBN 978-3-8000-7587-4.
- Vom Macho zum Frauenflüsterer. Carl Ueberreuter Verlag, Wien 2010, ISBN 978-3-8000-7474-7.